# Eric Coppin
Eric Coppin (1960 - 2001) was een Belgisch powerlifter.

## Levensloop
In 1984 behaalde hij in de 'categorie tot 75kg' zilver op de Europese kampioenschappen in het Noorse Fredrikstad en in dezelfde gewichtscategorie brons op de wereldkampioenschappen in het Amerikaanse Dallas.
Op de Wereldspelen van 1985 te Londen won Coppin zilver in de categorie tot 90kg met een totaalscore van 504,34 punten. In totaal hief hij er 755kg. In datzelfde jaar werd hij in het Nederlandse Den Haag Europees kampioen en in het Finse Espoo wereldkampioen, beiden in de gewichtsklasse tot 75kg.
In 1987 werd Coppin in het Britse Birmingham voor de tweede maal Europees kampioen, ditmaal in de categorie -82,5kg. In november van datzelfde jaar behaalde hij in het Noorse Fredrikstad een tweede wereldtitel. Coppin werd echter kort daarop ( januari 1988) gearresteerd te Oslo met 28.000 steroïden van Sovjet-makelij op de achterbank van zijn wagen, met een diskwalificatie als gevolg. 
In 2001 pleegde hij zelfmoord.

## Palmares
|         | Categorie | Medaille | Squat   | Bench press | Deadlift | Totaal  |
| ------- | --------- | -------- | ------- | ----------- | -------- | ------- |
| EK 1984 | -75kg     | Zilver   | 260kg   | 140kg       | 282,5kg  | 682,5kg |
| WK 1984 | -75kg     | Brons    | 277,5kg | 147,5kg     | 300kg    | 725kg   |
| EK 1985 | -75kg     | Goud     | 287,5kg | 155kg       | 315kg    | 757,5kg |
| WS 1985 | -90kg     | Zilver   | 282,5kg | 162,5kg     | 310kg    | 755kg   |
| WK 1985 | -75kg     | Goud     | 287,5kg | 165kg       | 312,5kg  | 765kg   |
| EK 1987 | -82,5kg   | Brons    | 300kg   | 170kg       | 340kg    | 810kg   |
| WK 1987 | -90kg     | DQ       | 360kg   | 207,5kg     | 373,5kg  | 940kg   |